# City Hunter
City Hunter (シティーハンター, Shitī Hantā) és un manga escrit i il·lustrat per Tsukasa Hojo. Fou serialitzat al Weekly Shōnen Jump des del 1985 al 1991 i recollit en 35 volums tankōbon pel seu editor Shueisha. El manga va ser adaptat a una sèrie anime pels estudis Sunrise el 1987. City Hunter va ser adaptada a quatre sèries d'anime, tres especials de televisió, dos OVAs, tres pel·lícules animades, una pel·lícula de Hong Kong d'acció real protagonitzada per en Jackie Chan i una sèrie de televisió d'acció real coreana.
A Catalunya, la primera edició de City Hunter es va publicar entre 1994 i 1996, en versió en castellà i de la mà de l'editorial Norma. La sèrie va formar part de la primera generació de manga que va arrivar a Catalunya després del gran èxit amb el que havien comptat Akira i Dragon Ball. A més, fou una de les primeres sèries en publicar-se respectant el sentit de lectura japonesa original de dreta a esquerra.

## Argument
La sèrie segueix les proeses de Ryo Saeba, un peculiar detectiu privat més conegut per la seva debilitat vers les dones atractives que per la seva capacitat per resoldre les investigacions. El seu soci és en Hideyuki Makimura. Per contactar amb ell s'ha d'escriure XYZ a la pissarra de l'estació de Shinjuku.
Un dia, en Hideyuki és assassinat, i Ryo ha de cuidar de la germana d'en Hideyuki, la Kaori, que esdevé el seu nou soci en el procés. Tanmateix, Kaori és molt susceptible i gelosa, sovint colpejant en Ryo amb un martell gegant quan fa alguna cosa pervertida. La història també segueix l'idil·li entre en Ryo i la Kaori i la manera en que cooperen en tot en cada missió.

## Crítica
Els divulgadors catalans Estrada i Bernabé, comentaren del manga que «Tsukasa Hōjō ha destacat sempre per un dibuix d'estil realista […] sense estar això renyit per res amb el seu sentit de l'humor, ja que es capaç de dotar els seus personatges amb una gran expresivitat». Segons Estrada i Bernabé, City Hunter «és un autèntic clàssic modern del manga, un dels grans de la Shōnen Jump que per desgràcia al mercat espanyol fou cancel·lat abans d'hora en dues ocasions».